# Kościół Świętych Apostołów Piotra i Pawła w Świętochłowicach
Kościół pw. Świętych Apostołów Piotra i Pawła – kościół parafialny znajdujący się w dzielnicy Centrum w Świętochłowicach przy ulicy Katowickiej (parafia znajduje się przy ulicy bpa Teodora Kubiny 10).

## Doprowadzenie do budowy

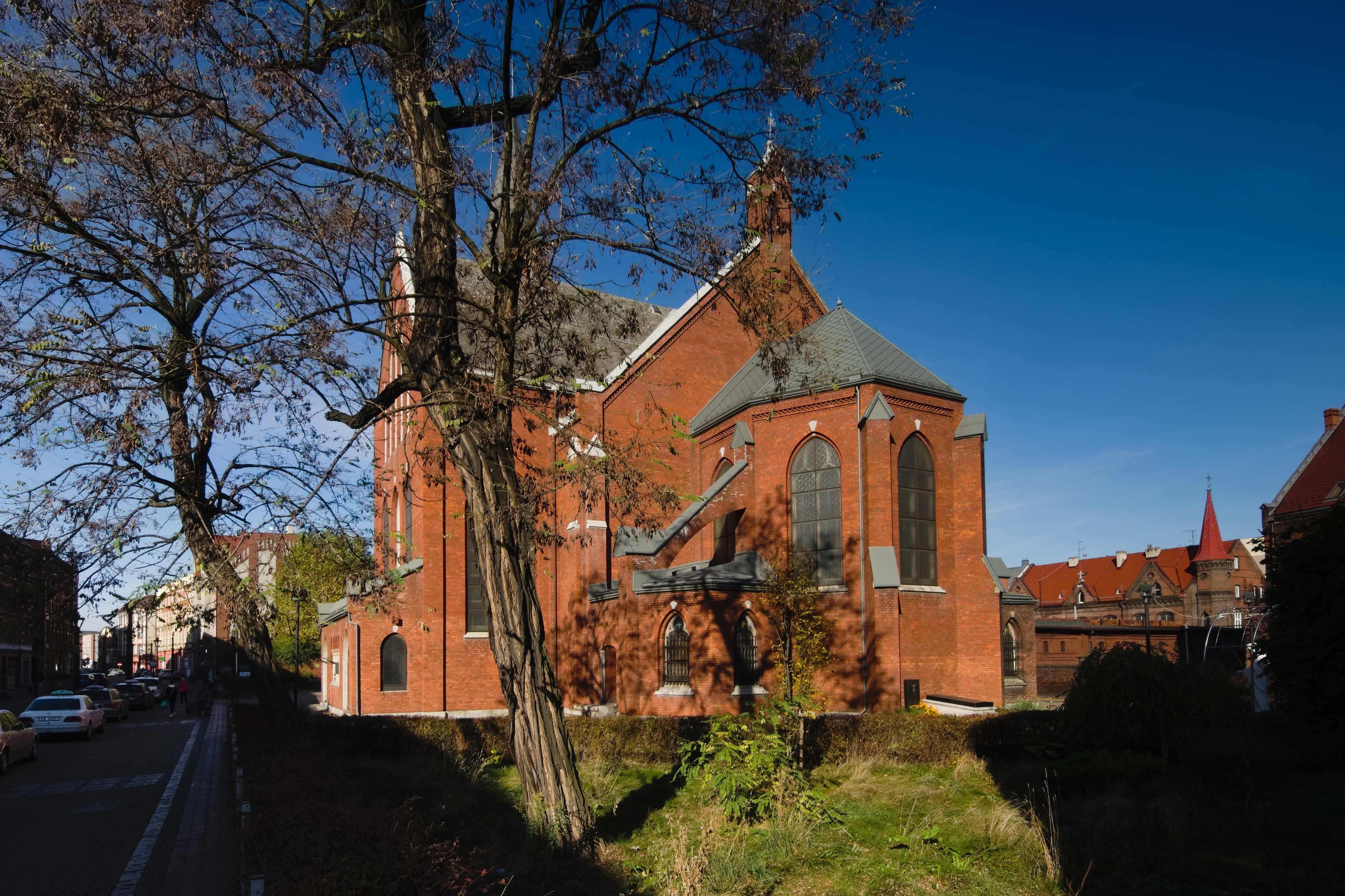
Widok z południowego wschodu (2022)

Rosnąca populacja miasta Świętochłowice zmusiła władze do podjęcia starań o budowę kościoła. Jednak narastająca od lat sześćdziesiątych w całych Prusach i na Śląsku antykatolicka presja polityczna była dużym problemem. Dopiero w lutym 1883 za zgodą władz rejencji w Opolu powstał komitet budowy kościoła. W 1884 roku zdarzył się wypadek w kopalni: pod ziemia zostało zasypanych 43 górników. 26 czerwca 1884 roku odnaleziono ośmiu górników z pokładu „Heitzmann”, zaś następnego dnia rano pozostałych trzydziestu pięciu. Ostatnich ocalonych wyprowadzono na powierzchnię w święto Piotra i Pawła. Uznano to za widomy znak interwencji Opatrzności i projektowany kościół został uznany za wotum wdzięczności za szczęśliwe zakończenie katastrofy. Wciąż szukano funduszy na budowę kościoła. 30 000 marek zadeklarowała kuria metropolitalna we Wrocławiu, 300 marek – cesarzowa Augusta Wiktoria.

## Budowa i poświęcenie
Projekt i plany budowy kościoła sporządził radca budowlany Paul Jackisch z Bytomia. Kamień węgielny pod budowę położono w październiku 1889. Cała budowa pochłonęła ok. 200 000 marek, a pieniądze pochodziły od bp Roberta Herzoga, kard. Georga Koppa oraz darów Funduszu Wolnych Kuksów, cynkowni w Lipinach, Kościelnej Kasy Budowlanej oraz z ofiar wiernych. Kościół budowano dwa lata, a został poświęcony 29 września 1891 przez proboszcza z Lipin ks. Józefa Michalskiego zaś poświęcony przez kard. Georga Koppa 26 października 1896.
Legenda głosi, że kościół miał być wybudowany kilkadziesiąt metrów dalej, lecz pewnej nocy przygotowane materiały budowlane w cudowny sposób przemieściły się w inne miejsce. Odebrano to jako znak i wybudowano świątynię w tym miejscu, gdzie jest obecnie.

## Architektura i wnętrza

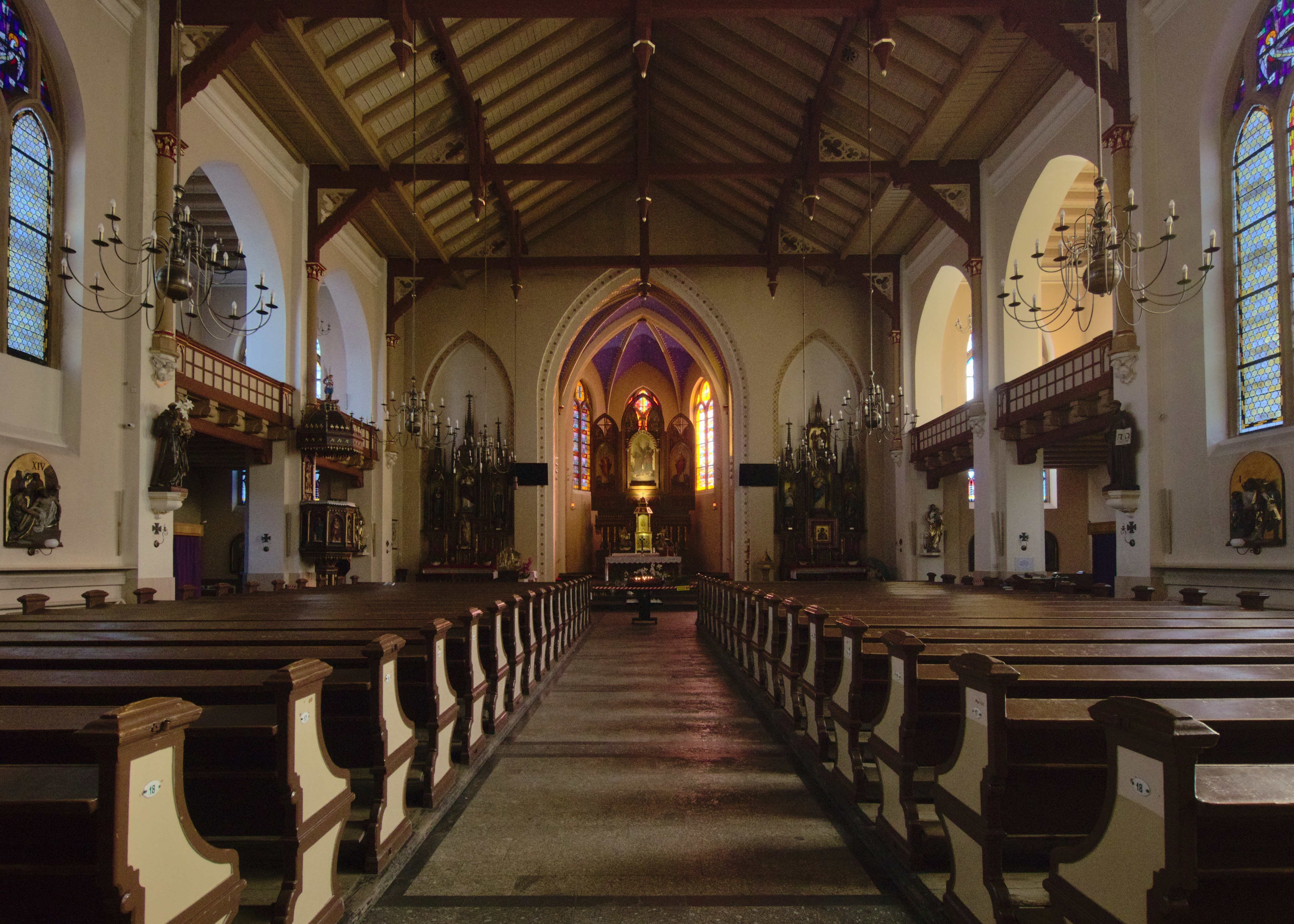
Wnętrze (2022)

Kościół jest budowlą ceglaną, o bardzo skromnych dekoracjach zewnętrznych, na które składają się: fryz podokapowy ułożony z cegły rębem skośnie, kamienne detale w szczytach szkarp i obramieniach okiennych oraz blendy tynkowe, a w elewacjach ramion transeptu wsporniki płaskich arkad, dekorujących blendę w murze przyziemia, w formie główek aniołków. Bryła kościoła jest zwarta, złożona z czterech elementów - wieży wysuniętej przed lico ściany szczytowej korpusu, bardzo prostych brył korpusu nawowego i transeptu oraz części prezbiterialnej.
Wystrój wewnętrzny składa się z ołtarza głównego (drzewo dębowe, z patronami świątyni), po bokach św. Wojciech i św. Stanisław. Ołtarze boczne składają się z figur Najświętszego Serca Pana Jezusa i Najświętszej Marii Panny oraz obrazu Matki Boskiej Nieustającej Pomocy. Używane są trzy chóry (główny i dwa boczne).